# マレーズトラップ

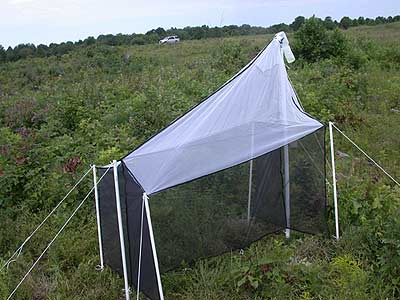
自立型のマレーズトラップ

マレーズトラップ (Malaise trap) は、昆虫採集に用いられるトラップの1種。マレーゼトラップとも表記されるが、考案者の姓に従い、フランス語読みのマレーズが適当であるとされる。テントのような構造をしており、飛翔性昆虫、とりわけ双翅目（ハエ目）や膜翅目（ハチ目）、小蛾類の採集に効果を発揮する。

## 概要
マレーズトラップは、テント型に張ったネットを飛翔性昆虫の通り道に設置し、飛来したそれらを採集するという目的で使用される。一般的なものの上部には保存液の入ったビンが取り付けられており、ネットなどの障害物に当たると上部へ移動する習性をもつ飛翔性昆虫をビン内に誘導する。双翅目など飛翔能力の高い昆虫の採集に威力を発揮し、天候に左右されない定性的・定量的な調査が可能という長所がある。
マレーズトラップの名称は、このトラップを考案したスウェーデンの昆虫学者、ルネ・マレーズにちなんでいる。マレーズがこのトラップを考案した後、多様な改良や変形が進められて広く利用されている。

## 歴史
飛翔性昆虫が障害物に当たると上部へ移動するという特性を利用したトラップとしては、マレーズトラップが考案される前の1916年にJ.C.ホッジが考案した、ウィンドウ・ボックス・トラップがある。しかし、これはマレーズトラップほど広く利用されてはいなかった。
マレーズは、長期に渡る採集旅行中にテントに泊まっていると、テントの中に入り込んだ昆虫が屋根の上隅に集まることに気づいた。飛翔性昆虫の習性に着目したマレーズは、1934年にミャンマーでの調査でテント型捕虫トラップを作成し、多くの飛翔性昆虫を得た。マレーズは1937年にこのトラップを学術雑誌で公表し、これがマレーズトラップの原型となった。
マレーズが考案したトラップは、ネットでできたテントの上に同じ種類のネットで作った小部屋をつなげ、その先に保存液を入れた容器をつないだ形状であった。この複雑な構造は作成が難しいこともあり、その後に何人かの研究者によって改良形が考案され、マレーズが最初に使用した型のトラップは使用されなくなった。その中でもよく利用されるのは、ヒメバチ研究家のH.タウンズが考案したタウンズ型、グレシット夫妻が考案したグレシット型、タウンズ型とグレシット型の中間的な形状をしたバトラー型、カナダ農務省で考案された三角型の4タイプである。
そのほか、対象とする昆虫に特化した改良を加えたものも使用される。例えば、炭酸ガスに誘引されるアブ科の種を得るためには、トラップ内にガスベイトを入れることで採集個体数を増加させる方法がある。また、トラップ上部にライトを設置し、ライトトラップと組み合わせたような構造のものも考案されている。
日本では、平嶋義宏が1964年に八丈島でグレシット型マレーズトラップを使用した調査を行い、これが日本最初のマレーズトラップの使用例となった。平嶋は、1962年から1963年にかけて英国領北ボルネオでの昆虫調査でこのトラップを知り、その形状を元に自作したものを日本での調査に使用した。このトラップは、翌1965年には西表島で使用された。

## 構造と設置方法

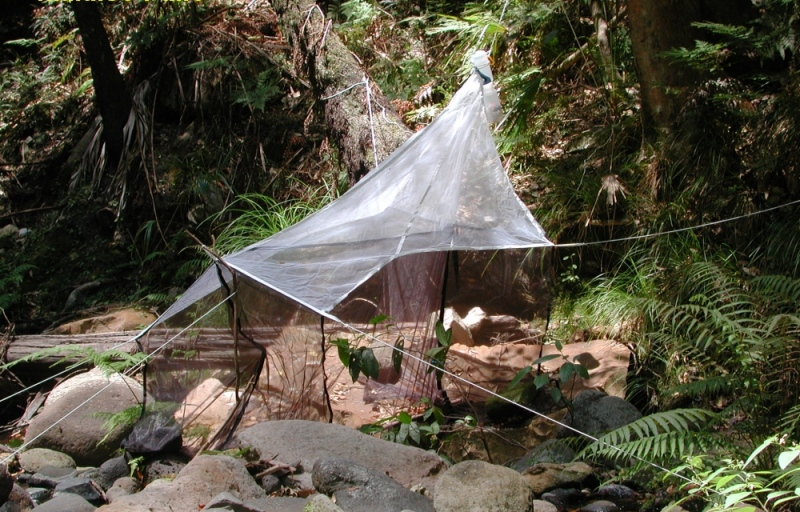
周囲の樹木などに紐を掛けて張られたマレーズトラップ

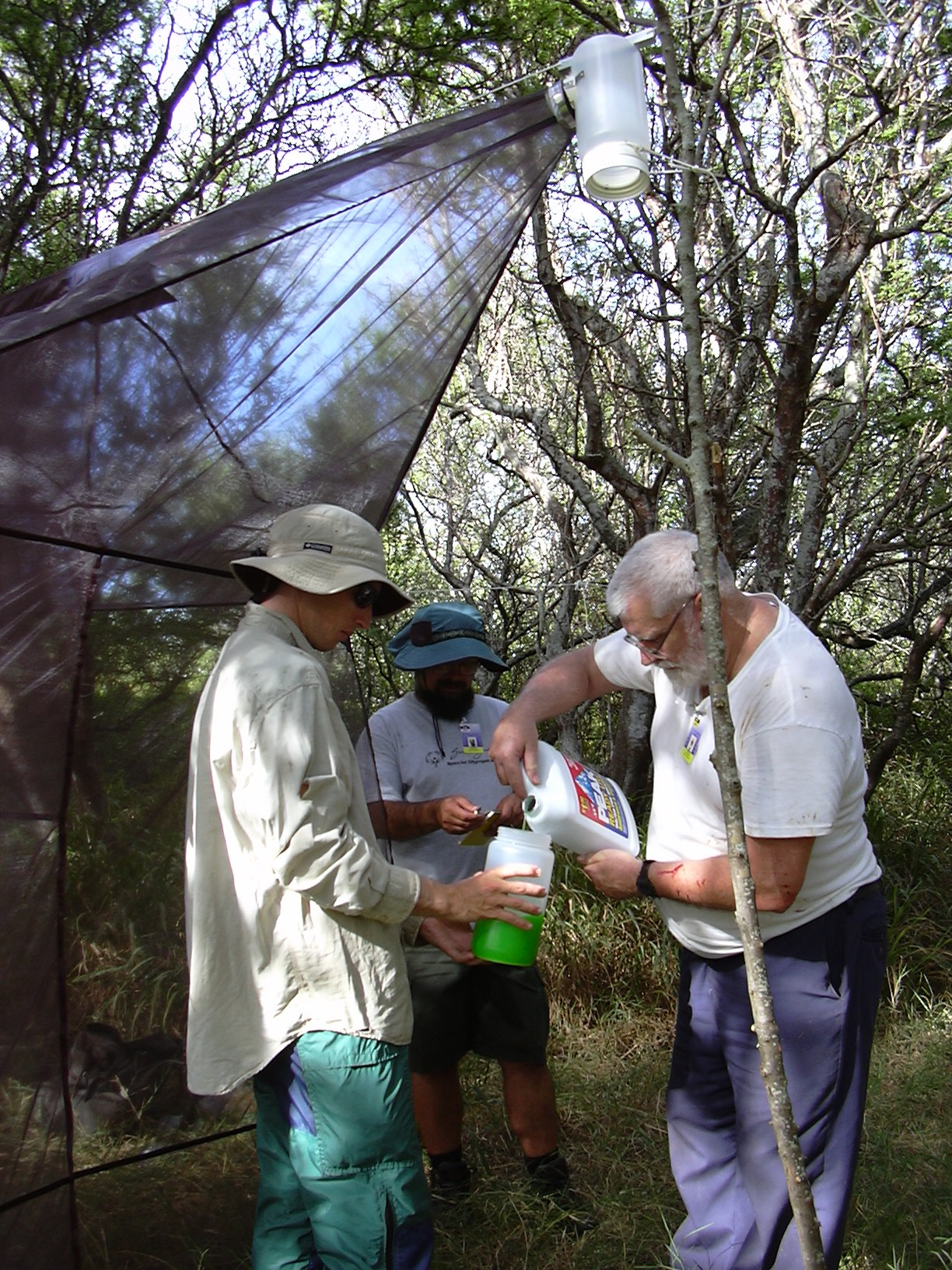
上部に付けるビンには、青酸カリ、クロロホルム、エタノールなどの保存液や殺虫剤を入れる

### 構造
マレーズトラップの基本的な構造は、大きく分けて次の4つから成る。設置場所や対象分類群によって形状は異なるが、どのタイプのマレーズトラップにも基本的にこの4つの構造が備わっている。
- 昆虫をトラップ内に導くための、1つ以上の開口部
- 昆虫の飛翔を妨げるための、垂直に垂らした壁部分
- トラップ内に入った昆虫を逃がさないようにするための、上部に取り付ける屋根部分
- 昆虫を集めるための、屋根部分の先端に取り付ける捕虫器

前述のとおり、マレーズが考案した原型を改良した複数の型のマレーズトラップが広く利用されている。それぞれの型は以下のような特徴をもつ。
タウンズ型
十字型の壁部をもち、四角錐型の屋根がその上に付けられる。屋根の先端に捕虫器が取り付けられ、4方向から飛来する昆虫をすべて採集できる。支柱を立てて設置を行うか、周囲にある樹木などに吊り下げることで設置する。しかし大型になり、作製や設置に手間がかかるという短所がある。
グレシット型
壁部は1枚のネットから成り、その上部に屋根を付け、屋根の左右端にそれぞれ捕虫器を設置する。支柱が不要な吊り下げ型であるため、設置や持ち運びが容易であるが、2方向から飛来する昆虫しか採集できない。
バトラー型
蚊帳を改良して作成された型。屋根はタウンズ型同様に四角錐型であるが、その下に付ける壁部はグレシット型と同様に1枚のネットから成る。捕虫器は屋根の先端に1つだけ設置する。
三角型
全形が三角形になる。壁部は直角三角形のネット1枚から成り、その斜辺に沿って屋根を付け、屋根先端部の1か所に捕虫器を付ける。比較的小型であり、狭い場所にも設置できるという利点がある。
いずれの形状でも、壁部や屋根部には、テトロンやポリエステルといった化学繊維を用いたネットが広く用いられる。ネットの色は白や黒、自然色などが用いられるが、青色や黄色など目立つ色のネットも使用される。

### 設置
マレーズトラップは、対象分類群に合わせて設置場所を決定する必要がある。通常は多くの昆虫が移動する林縁や川べりの空き地、山道の脇などに設置するが、対象分類群によっては草原の真ん中や水田に設置することもある。ただし、森林の薄暗い場所や風が強い場所では採集効率が下がるとされる。
トラップ内に入った昆虫は明るい上部を目指して移動するため、トラップを下から見た時に捕虫器が太陽光の方向になるよう、設置する必要がある。また、屋根部がたるんでいるとトラップ内に入った昆虫が逃げやすいため、屋根部はまっすぐに張る必要がある。